# Krahu i shqiponjës
Krahu i shqiponjës (dt.: Adlerflügel) ist eine albanischsprachige Zeitschrift, die politische, kulturelle, literarische und soziale Themen behandelt. Sie ist ein Vertretungsorgan der Interessen der Çamen. Gründer und Verleger war der Journalist Bilal Xhaferr Xhaferri.

## Geschichte
Die erste Ausgabe wurde im Oktober 1974 sowohl in albanischer als auch englischer Sprache als Organ der Çamen Liga in Chicago herausgegeben. Von dieser zweisprachigen Ausgabe erschienen 39 Ausgaben.
Krahu i Shqiponjës diente als Tribüne der freien demokratischen Meinungsäußerung mit starker antikommunistischer bzw. -totalitärer Ausrichtung. Ihr Ziel war die Vereinigung der albanischen politischen Kräfte in der Emigration und die Umwandlung von Albanien in einen freien und prowestlichen Staat. Behandelt wurden die nationalen albanischen Probleme, die Belange der Çamen, wie auch die Probleme der albanischen Kommunen in der Diaspora.
Seit August 1995 wurde Krahu i shqiponjës von Tirana aus unter der Leitung des Journalisten und Schriftstellers Shefki Hysa als Organ der in der Çameria beheimateten Kulturgesellschaft Bilal Xhaferri herausgegeben. Bis 2008 sind etwa 80 Ausgaben veröffentlicht worden.
Der heutige Inhalt umfasst sowohl Interviews als auch Übersetzungen von ausländischen Autoren wie Alfred de Musset, Jack London, Jean-Paul Sartre, Miranda Vickers und Christina Rossetti sowie von albanischen Autoren wie Dritëro Agolli, Bilal Xhaferri, Ismail Kadare, Namik Mane, Pjetër Arbnori, Shefki Hysa, Vath Koreshi und Martin Mato. Die Belange der Çamen werden nach wie vor ausführlich behandelt.